# Haukkasalo (Kuhmoinen)
Haukkasalo  est une île du lac Päijänne située à Kuhmoinen en Finlande,,.

## Géographie
L'île mesure 4,9 kilomètres de long, 4,2 kilomètres de large a une superficie de 12,03 km2.
L'île abrite huit réserves naturelles distinctes indiquées dans le projet Natura 2000 dans la zone Edessalo-Haukkasalo (FI0900078, 2 654 hectares ), qui comprend des zones de protection des plages (RSO090069) et d'anciennes zones forestières protégées. 
À l'extrémité sud de l'île se trouve la réserve naturelle d'Haukkavuori (YSA201664). 
La zone est située dans une zone d'ardoise et son substrat rocheux est principalement constitué de granodiorite et par endroits de granite. 
Les végétaux demandent peu d'éléments nutritifs et les sous bois sont généralement de type airelle-myrtille . 
Dans les zones rocheuses prospèrent, par exemple, géranium Herbe à Robert et fallopias. 
La campanule à fleurs en tête pousse dans les basses terres,,,.
La quasi-totalité de l'île est classée (KAO090252, 851 hectares) comme très précieuse en termes de paysages et de géologie. Koisalo se compose des crêtes rocheuses de Kunninvuori, Susiluolanmäki et Kurulanvuori. 
Du côté Est, les massifs de Sormiovuori et de Vehmaanvuori sont plus élevés et ils sont visibles de l'autre côté est du lac Päijänne jusqu'à Judinsalo. 
Kunninvuori et Haukkavuori ont des falaises rocheuses qui tombent directement dans l'eau. 
Les falaises de Haukkavuori mesurent environ 45 mètres de haut et sont visibles jusqu'à Judinsalo. 
Haukkakallio a une vue dégagée vers le sud en direction du Päijänne,,.

## Transports
L'ile est accessible par traversier, par route ou en bateau de plaisance.